# كونستانتين بريوبراجينسكي
كونستانتين جورجييفيتش بريوبراجينسكي (الروسية: Константин Георгиевич Преображенский). (مواليد عام 1953) في موسكو هو ضابط سابق في الاستخبارات السوفيتية (كي جي بي)، وخبير استخبارات ومؤلف لعدة كتب ومقالات حول منظمات الشرطة السرية الروسية. 
هو معروف بمطبوعاته حول عمليات الاستخبارات السوفيتية في اليابان، وتجنيد المهاجرين الروس من قبل خدمة المخابرات الخارجية الروسية، وتسلل الكنيسة الروسية الأرثوذكسية من قبل الاستخبارات السوفيتية وجهاز الأمن الفيدرالي الروسي.

## في الاستخبارات السوفيتية
تخرج من معهد الدول الآسيوية والأفريقية في جامعة موسكو الحكومية في عام 1976 وبدأ العمل في قسم الاستخبارات الخارجية في الاستخبارات السوفيتية. كان مستشارًا للصين واليابان وكوريا لدى ليونيد زايتسيف، رئيس الاستخبارات العلمية والتقنية (المديرية "T")، في المديرية الرئيسية الأولى. 
في الأعوام من 1980 وحتى 1985، عمل بريوبراجينسكي تحت الغطاء كمراسل تاس في محطة الاستخبارات السوفيتية في طوكيو. لقد جند علماء صينيين في الاستخبارات السوفيتية العلمية والتقنية. في يوليو 1985، ألقت الشرطة اليابانية القبض عليه في اجتماع مع عميله الصيني وجرى نقله إلى موسكو. وصف بريوبراجينسكي هذه الأحداث في كتاب «الجاسوس الذي أحب اليابان» الذي نشر في عام 1994.

## كاتب وصحفي
في عام 1991، ترك بريوبرازنسكي الكي جي بي وبدأ في تأليف الكتب والمقالات حول أجهزة أمن الدولة الروسية وحول مواضيع سياسية مختلفة. في 1993-2002 عمل كاتب عمود في صحيفة موسكو تايمز.
في عام 1991، غادر بريوبراجينسكي الاستخبارات السوفيتية وبدأ في تأليف كتب ومقالات حول أجهزة أمن الدولة الروسية ومختلف الموضوعات السياسية. وفي الفترة من 1993 وحتى 2002 عمل كاتب عمود في صحيفة موسكو تايمز.
لقد هرب إلى الولايات المتحدة في يناير 2003، بعد عدة مضايقات من قبل أجهزة أمن الدولة الروسية ثم حصل على حق اللجوء السياسي في مارس 2006. 
هو ضيف منتظم على صوت أمريكا، وكان محاضرًا في جامعات كولومبيا وجورجتاون وجون هوبكنز، بالإضافة إلى أنه متحدث مدعو في قمة الذكاء. أحدث مؤلفاته بعنوان «حصان طروادة الجديد الاستخبارات السوفيتية / جهاز الأمن الفيدرالي الروسي: الأمريكيون من أصل روسي»

## تصريحاته
كان لديه اجتماعات عديدة مع ضابط سابق في إف إس بي ألكسندر ليتفينينكو وقد علق على اغتياله قائلًا: 
ليس لدي أي تردد في القول بأنه قتل على يد فلاديمير بوتين، الذي اعتبره عدوه الشخصي. بوتين عرضة للنقد. لديه عقدة النقص. كان ليتفينينكو يعرف الكثير عن بوتين وعن عيوبه، وعن صلاته ببعض القوى السياسية التي لم يتم الكشف عنها حتى الآن، لأن ليتفينينكو كان يعرف بوتين شخصيًا. بوتين هو الشخص الذي طرد ليتفينينكو من جهاز الأمن الفيدرالي الروسي.
وفقا لكونستانتينوف، عمل بوتين في البداية في قسم الاستخبارات السوفيتية الخامس الذي كان مسؤولًا عن قمع المعارضة الداخلية في البلاد.

## مقالاته ومقابلاته

### الروسية
- مقابلته ، RFE / RL <- مقابلة: رابط معطل
- مقابلة حول كتابه الجديد، صوت أمريكا
- الكنيسة الأرثوذكسية الروسية والاستخبارات السوفيتية مقابلته، صوت أمريكا
- تسمم الكهنة في الكنيسة الأرثوذكسية الروسية خارج روسيا، الجزء الأول
- تسمم الكهنة في الكنيسة الأرثوذكسية الروسية خارج روسيا نسخة محفوظة 30 يناير 2008 على موقع واي باك مشين.، الجزء الثاني
- حالات التسمم في الكنيسة الأرثوذكسية الروسية خارج روسيا (مزيد من التفاصيل) نسخة محفوظة 19 يوليو 2011 على موقع واي باك مشين.
- مناقشة مقالاته عن الكنيسة الأرثوذكسية الروسية [وصلة مكسورة] نسخة محفوظة 14 فبراير 2009 على موقع واي باك مشين.

## كتبه
- Unknown Jaapan. Преображенский К.Г. Неизвестная Япония. - М.: АО "Япония сегодня", 1993. - 286 с.: ил.
- KGB in Japan. Spy who loved Tokio. Преображенский, Константин Георгиевич. КГБ в Японии. Шпион, который любил Токио. - М. : Центрполиграф, 2000. - 455, [2] с., [4] л. портр. : ил. - (Секретная папка).
- Back from the Dead: The Return of the Evil Empire, with Cliff Kincaid of إكيورسي إن ميديا، J. R. Nyquist, and Toby Westerman, رقم تعريف أمازون القياسي=B00MHGG784 (2014)